# District de Jagatsinghpur
Le district de Jagatsinghpur est un district de l'état de l'Odisha, en Inde.

## Géographie
Au recensement de 2011, sa population compte 1 058 894 habitants.
Son chef-lieu est la ville de Jagatsinghpur. 